# رب بیچ
 رب بیچ (انگلیسی: Reb Beach؛ زادهٔ ۳۱ اوت ۱۹۶۳،) یک موسیقی‌دان اهل ایالات متحده آمریکا است.